# DiskImageMounter
DiskImageMounter è un'utility sviluppata da Apple Inc. che monta le immagini disco in macOS, dalla versione Mac OS X Panther. DiskImageMounter funziona lanciando un demone per gestire l'immagine disco o contattando un dæmon già in esecuzione per montare l'immagine disco.
Come Utility Compressione, non dispone di una GUI quando si avvia. La sola GUI che visualizza è una finestra con una barra di avanzamento ed alcune opzioni o un messaggio di errore quando non può montare l'immagine disco.
Dalla versione di macOS 10.7, Apple ha rimosso il supporto per l'apertura dei file .img (solo NDIF), .smi, .dc42 e .dart.

## Formati di immagine disco supportati
DiskImageMounter supporta i seguenti formati di immagine disco:
- Apple Disk Image (.dmg, .udif)
- Immagine disco UDIF (.udif, .img); segmento di immagine disco UDIF (.imgpart)
- Immagine disco NDIF (.ndif, .img); segmento di immagine disco NDIF (.imgpart)
- self mounting image (.smi)
- immagine di masterizzazione DVD/CD-R (.toast, .dvdr, .cdr)
- segmento di immagine disco (.dmgpart)
- immagine disco Disk Copy 4.2 (.dc42, .diskcopy42)
- immagine disco DART (.dart)
- raw disk image (OSType: devr, hdrv, DDim)
- PC drive container (OSType: OPCD)
- immagine disco ISO (.iso)
- immagine disco sparse (.sparseimage)